# Нуристанци
Нуристанците (или кафирите) (на английски: Nuristani също на английски: Kafirs; на персийски: نورستانی и на пущунски: نورستانی „нуристани“ – жители на Страната на Светлината, също на персийски: کافر и на пущунски: کافر „кафири“ – гяури, неверници) са група родствени народи, населяващи предимно провинция Нуристан, в източната част на Афганистан, а също и в Пакистан.
Числеността им е над 200 хиляди души. Нуристанците са бели арийци, запазили своя облик поради изолирания си начин на живот в тази планинска част на Афганистан. Говорят нуристански езици, които, според последните изследвания, не влизат в състава на индоиранските езици, а образуват заедно с тях арийския клон. В миналото съседните мюсюлмански народи наричали нуристанците кафири (от араб. кафир – гяур, неверник), а страна им – Кафиристан, изповядвали са хиндокушката индоарийска полтеистична религия. Близък на тях по външен вид и религия арийски народ са съседните им калаши, с които обаче родството им е далечно. В края на XIX век нуристанците са насилствено ислямизирани от емир Абдуррахман, но въпреки това при тях са се съхранили и днес домюсюлмански дуалистически религиозни представи.

## История
Когато Александър Македонски минал през Бактрия и тези земи, заварил този народ. Той бил впечатлен от красотата на местната синеока принцеса Рокшанек (Роксана), за която се оженил. Има индикации от много по-ранни времена – 2-ро хилядолетие пр. Хр., за наличието на калашите и нуристанците. Това е поне 1500 години преди Александър Велики да завладее Персия и Бактрия. Това потвърждава хипотезата за повече или по-малко пряк произход от индоевропейските корени.

## Население
Населението на провинцията през 2004е 99,3 % етнически нуристанци , около 78 % от населението говорят на нуристански.
Нуристанците са предимно стройни, високи, руси и кестеняви, с преобладаващо сини и светли очи и с алпийски расови белези, дългоглави европеиди, напълно различни от преобладаващия външен вид на заобикалящите ги народи. Интересното е, че нуристанците нямат преки етнически и езикови връзки с калашете – тези етнически групи идват от различни клонове на арийските езици, което разделение е вероятно няколко хиляди години назад.

## Култура
Те отглеждат и до днес култури, непознати за съседите им – лози, кайсии, вишни, черници, като през зимата ги консумират сушени. Умението да строят двукатни къщи; долен каменен етаж за домашните животни и зимник, и горен, дървен с чардак. Стаята е една, с огнище, през лятото готвят и се хранят на чардака. Умеят да изработват мебели – маси и столове, вещи, появили се в Пакистан с англичаните през 18 – 19 век. Както са живели преди 4 – 5000 години, така живеят и днес, говорят същия език, пеят същите песни, носят същите дрехи, принасят жертва на същите богове – бит, съхранен в пълна изолация от останалия свят. Козите играят голяма роля в живота на калашите, отглеждат по стотици от тях. От млякото бият масло и правят различни сирена. За ритуалните жертвоприношения се използват козлите. Овце се отглеждат за вълна, а по-малко крави и говеда за мляко и помощ в земеделската работа.